# Dévotion des premiers vendredis

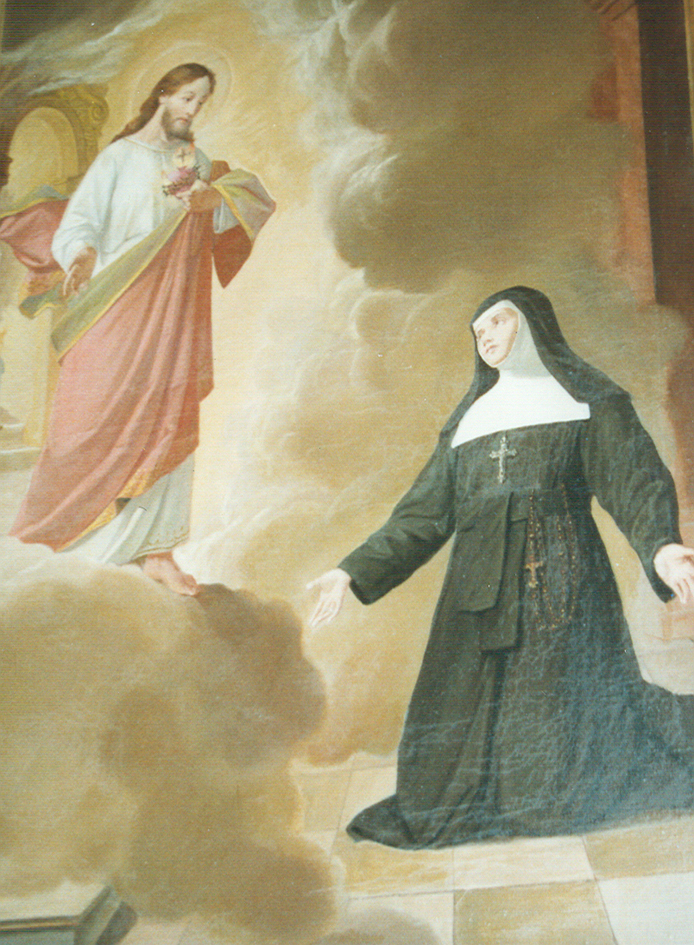
Le Sacré-Cœur apparaissant à sainte Marguerite-Marie Alacoque.

La dévotion des premiers vendredis, également appelée communion des neuf premiers vendredis du mois, est une dévotion catholique visant à honorer le Sacré-Cœur de Jésus et à offrir des réparations pour les offenses au Saint-Sacrement en communiant neuf premiers vendredis du mois. Elle est issue des apparitions de Jésus-Christ à Paray-le-Monial, en France, rapportées par Marguerite-Marie Alacoque au XVIIe siècle,,. Cette dévotion au Sacré-Cœur de Jésus a été pleinement approuvée par l'Église catholique et une « grande promesse » de pénitence finale fut accordée à ceux qui la pratiquent.

## Histoire
Selon Marguerite-Marie, alors religieuse au monastère de la Visitation à Paray-le-Monial, en France, la dévotion des neuf premiers vendredis du mois lui aurait été révélée par Jésus-Christ lors d'une série d'apparitions entre 1673 et 1675,,,.
Durant une apparition, Marguerite-Marie aurait premièrement reçu une grâce de Jésus qui se renouvelait chaque premiers vendredis du mois et qui était accompagnée de visions du Sacré-Cœur et d'une douleur de côté. 

Au cours d'une autre apparition, Jésus lui aurait demandé de recevoir le Sacrement de Communion tous les premiers vendredis de chaque mois en réparation à l'ingratitude que recevait son Cœur Sacré,. Mais c'est précisément lors d'une révélation donnée sous la forme d’une promesse que la dévotion des premiers vendredis du mois lui aurait été transmise. Selon Marguerite-Marie, le Christ lui dit :
« Je te promets, dans l’excessive miséricorde de mon Cœur, que son amour tout-puissant accordera à tous ceux qui communieront neuf premiers vendredis des mois, de suite, la grâce de la pénitence finale, ne mourront point dans ma disgrâce et sans recevoir leurs sacrements, mon divin Cœur se rendant leur asile assuré au dernier moment,.»
De nos jours, cette promesse est connue sous le nom de la « grande promesse ». Ces révélations avaient pour but d'encourager les communions réparatrices ainsi que de promouvoir la dévotion au Sacré-Cœur de Jésus.

## Pratique de la dévotion
Chaque premier vendredi du mois, une personne doit assister à la messe et recevoir l'Eucharistie en l’honneur du Sacré-Cœur et en réparation aux offenses faites au Saint-Sacrement. Les communions doivent être reçues neuf premiers vendredis du mois de manière consécutive, sans interruption. Si nécessaire, on doit également faire usage du sacrement de pénitence avant de recevoir l'Eucharistie afin de communier en état de grâce.
Dans certaines communautés catholiques, la pratique de l'Heure Sainte la veille de la dévotion ou durant l'exposition du Saint-Sacrement lors des premiers vendredis est encouragée.

## Promesses de la dévotion au Sacré-Cœur de Jésus
D'après Marguerite-Marie, des promesses furent faites par Jésus-Christ en faveur des personnes dévouées à son Sacré-Cœur, disséminées dans ses lettres et dans sa Vie écrite par elle-même. On retrouve généralement ces promesses sous la forme de douze promesses populaires qui ont été reproduites à l’aide de formules abrégées plus ou moins équivalentes mais qui ne figurent pas telles quelles dans ses écrits,,. La dernière de ces promesses est la « grande promesse » de pénitence finale de la dévotion des premiers vendredis, qui est sous sa forme originale.

1. Je leur donnerai toutes les grâces nécessaires dans leur état.
2. Je mettrai la paix dans leurs familles.
3. Je les consolerai dans toutes leurs peines.
4. Je serai leur refuge assuré pendant la vie et surtout à la mort.
5. Je répandrai d'abondantes bénédictions sur toutes leurs entreprises.
6. Les pécheurs trouveront dans mon Cœur la source et l'océan infini de la miséricorde.
7. Les âmes tièdes deviendront ferventes.
8. Les âmes ferventes s'élèveront rapidement à une grande perfection.
9. Je bénirai les maisons où l'image de mon Sacré-Cœur sera exposée et honorée.
10. Je donnerai aux prêtres le talent de toucher les cœurs les plus endurcis.
11. Les personnes qui propageront cette dévotion, auront leur nom inscrit dans mon Cœur, et il ne sera jamais effacé.
12. Je te promets, dans l’excessive miséricorde de mon Cœur, que son amour tout-puissant accordera à tous ceux qui communieront neuf premiers vendredis des mois, de suite, la grâce de la pénitence finale, ne mourront point dans ma disgrâce et sans recevoir leurs sacrements, mon divin Cœur se rendant leur asile assuré au dernier moment.

## Approbation de l'Église catholique
Le pape Benoît XV a inséré l’intégralité de la « grande promesse » de la dévotion des premiers vendredis dans la Bulle de canonisation de sainte Marguerite-Marie en date du 13 mai 1920. Le pape encourage de cette manière la pratique des communions réparatrices des neuf premiers vendredis du mois en l'honneur du Sacré-Cœur,.